# 서울일본인학교
서울일본인학교(일본어: ソウル日本人学校 소우루 니혼진 갓코[*])는 서울특별시 마포구 상암동 디지털미디어시티 (DMC) 지구에 위치한 외국인학교이다. 서울시와 근접 지역에 거주하는 일본인 자녀들을 위해서 지어졌다. 1972년에 유치원 과정, 초등학교 과정 32명으로 개교했고, 2011년 현재 약 400명이 유치원과 초등학교, 중학교 과정에 재학하고 있다.
원칙적으로 일본에 반드시 귀국할 예정이 확실한 일본 국적자나 일본 영주권 소유자만 입학할 수 있다. 한국 정부는 서울일본인학교를 각종 학교로 분류하고 있기 때문에 일본인학교 초등부 및 중학부를 졸업해도 한국 국내에서는 졸업 자격이 인정되지 않는다.(단, 외국인 유학생 자격으로 해당 학생을 고등학교장의 허가로 입학시키는 사례도 있다.)

## 역사
- 1972년 5월 8일: 서울특별시 용산구 한남동 1078에서 개교 (초등학생 21명, 유치원생 12명)
- 1979년: 강남구 개포동에 학교 건립 허가
- 2010년: 마포구 상암동 디지털미디어시티로 이전

## 같이 보기
- 서울 일본인 학교 습격 사건